# 説得的擬似定義
説得的擬似定義（せっとくてきぎじていぎ、英：persuasive quasi-definition）とは、チャールズ・スティーヴンソンが記述的意味を変化させず、情緒的意味だけを変化させる定義のことである。
スティーブンソンがいう「説得的定義」、すなわち情緒的意味をあまり変化させず、記述的意味だけを変更する定義とは逆の意味の概念である。